# Seremaia Bai
Seremaia Baïkeinuku (* 4. ledna 1979 Nausori) je bývalý fidžijský ragbista, který jako tříčtvrtka a útoková spojka. V roce 2025 byl jmenován do Pacifické ragbyové síně slávy. Dvakrát se stal vítězem francouzské ligy TOP14, jednou jako hráč celku Clermont (2010) a podruhé to dokázal s týmem Castres. Před triumfem s Clermontem zažil v letech 2007 až 2009 tři prohraná finále za sebou. V roce 2014 skončil jako vícemistr ligy s Castres. Kariéru ukončil v Anglii za Leicester Tigers.
Za fidžijskou reprezentaci odehrál 53 zápasů a připsal si 321 bodů (2000–2016). Zahrál si osmkrát za tým Pacifických ostrovů a získal 35 bodů (2004–2008). Zúčastnil se MS 2007, kde se svou zemí postoupil do čtvrtfinále. Bai odehrál všechny zápasy a nechyběl ani minutu na hřišti, v zápase proti Austrálii byl kapitánem. Zúčastnil se i následujícího mistrovství světa, kde si připsal nejvíce bodů ze všech hráčů Fidži (22). Na jednom turnaji v Japonsku hrál za sedmičkovou reprezentaci (2002).
V roce 2016 založil ragbyovou akademii, co má vychovávat fidžijské ragbisty. V lednu 2024 se stal asistentem ženského celku Fijian Drua.

## Klubová kariéra
- 1997–1999 Eastern Suburbs
- 1999–2001 Tailevu Knights
- 2001–2002 Cross Keys
- 2002–2004 Southland
- 2005–2006 Secom Rugguts
- 2006–2009 Clermont Auvergne
- 2010–2014 Castres Olympique
- 2014–2016 Leicester Tigers